# Might and Magic VIII: Day of the Destroyer
Might and Magic VIII: Day of the Destroyer (din engleză Forță și Magie VIII: Ziua distrugătorului) este un joc video de rol pentru calculator dezvoltat de New World Computing și publicat de către 3DO în 2000. Este cea de-a opta parte a seriei jocurilor Might and Magic, urmând Might and Magic VII: For Blood and Honor și precedând Might and Magic IX. A primit recenzii sărace, în principal pentru motorul grafic aproape neschimbat din 1998, când a fost lansat Might and Magic VI: The Mandate of Heaven. Sistemul dezvoltării caracterelor, farmece, sunete, multe sprites și chiar câteva misiuni pentru jucător erau reutilizate din jocurile mai timpurii.
1. ↑  GOG.com